# Route 103 (Nouvelle-Écosse)
Pour les articles homonymes, voir Route 103.
La route 103 est une route de la Nouvelle-Écosse reliant Halifax à Yarmouth le long de la côte atlantique.
Elle longe sur environ 300 km (186 mi) la région du South Shore sur la côte atlantique. Elle suit en parallèle la route 3 sur toute sa longueur. Sa configuration varie sur sa longueur, passant d'une route locale à une route à accès limité et d'une autoroute à deux voies à une autoroute à quatre voies divisées. Sa construction au début des années 1970 fut responsable du déclin et de la fermeture de l'ancienne ligne de chemin de fer du Halifax and Southwestern Railway (en).

## Description du tracé
La route 103 débute à la sortie 1A de la route 102, à l'ouest d'Halifax. Elle est d'abord une autoroute à quatre voies séparées et à accès limité sur 19 km (11,8 mi), se dirigeant vers l'ouest. Elle devient ensuite une route à deux voies comptant des intersections et des échangeurs, et ce, pour le reste de son parcours.
Elle passe ensuite près de Head of Saint Margarets Bay et de Hubbards, puis elle rejoint Chester une vingtaine de kilomètres plus loin. Elle bifurque ensuite vers le sud pour suivre la baie de Mahone, pour ainsi passer près de Western Shore et rejoindre Mahone Bay, à la hauteur de la sortie 10. Elle devient ensuite une autoroute à deux voies sans intersections pour environ 20 kilomètres, entre les sorties 10 et 13, contournant ainsi les villes de Mahone Bay et de Bridgewater.
La route 103 devient ensuite majoritairement une route rurale avec de nombreuses intersections, alors qu'elle se dirige vers le sud-ouest-sud en formant un multiplex avec sa route jumelle, la route 3. Au sud de Bridgewater, elle atteint Liverpool, où elle traverse la rivière Mersey.
Elle se dirige ensuite vers l'ouest en traversant une région plus isolée. Elle rejoint ensuite Shelburne, puis elle se dirige vers le sud-ouest pour rejoindre Barrington, où elle tourne vers le nord-ouest. Elle fait ensuite le tour de la baie aux homards (Lobster Bay), puis elle termine sa course à l'est de Yarmouth, sur le chemin Hardscratch, à peine 1 km (0,6 mi) au nord-est du terminus ouest de la route 101.

## Route dangereuse
En 2009, la route 103 fut classée comme la route la plus meurtrière de la Nouvelle-Écosse, et la deuxième route la plus dangereuse au Canada, par l'association canadienne de l'automobile. 

## Intersections majeures
| Comté                                                    | Ville           | km                         | Sortie                                                                     | Destinations | Notes |
| -------------------------------------------------------- | --------------- | -------------------------- | -------------------------------------------------------------------------- | --- | --- |
| Halifax                                                  | Halifax         | 0,00                       | 1B                                                                         | Route 102 vers Route 101 – Aéroport, Windsor, Dartmouth, Halifax, Truro                                                                | Sortie 1A de la Route 102 |
| Halifax                                                  | Halifax         | 0,40                       | 1D                                                                         | Dunbrack Street | Sortie direction est seulement |
| Halifax                                                  | Halifax         | 1,20                       | 2                                                                          | Route 3 vers Route 333 – Prospect, Peggys Cove, Beechville, Lakeside, Halifax                                                          | Prospect, Peggys Cove et Lakeside indiqués en direction ouest; Halifax indiqué en direction est                                                                               |
| Halifax                                                  | Timberlea       | 5,60                       | 3                                                                          | Vers Route 3 – Timberlea | |
| Halifax                                                  | Hubley          | 12,70                      | 4                                                                          | Route 3 – Timberlea, Five Island Lake, Hubley                                                                                          | |
| Halifax                                                  | Upper Tantallon | 19,60                      | 5                                                                          | Route 213 (Hammonds Plains Road) vers Route 3 / Route 333 – Peggys Cove, Bedford                                                       | Bedford indique en direction est seulement |
| Halifax                                                  |                 | 29,90                      | 5A                                                                         | Vers Route 3 – Ingramport, Black Point, Boutiliers Point                                                                               | |
| Lunenburg                                                | Hubbards        | 40,80                      | 6                                                                          | Route 3 / Route 329 – Hubbards, Queensland, Blandford                                                                                  | Blandford indiqué en direction ouest seulement |
| Lunenburg                                                | East River      | 50,00                      | 7                                                                          | Route 3 / Route 329 – Chester, Blandford, East River                                                                                   | Chester indiqué en direction ouest, East River indiqué en direction est |
| Lunenburg                                                | Chester         | 57,20                      | 8                                                                          | Route 14 – Chester, Windsor | |
| Lunenburg                                                | Chester Basin   | 61,30                      | 9                                                                          | Route 12 – Chester Basin, Kentville, New Ross                                                                                          | New Ross indiqué en direction ouest seulement |
| Lunenburg                                                | Mahone Bay      | 75,00                      | 10                                                                         | Route 3 – Mahone Bay, Lunenburg, Martins River                                                                                         | Martins River indiqué en direction est, Lunenburg indiqué en direction ouest                                                                                                  |
| Lunenburg                                                | Blockhouse      | 79,90                      | 11                                                                         | Route 324 vers Route 325 – Mahone Bay, Lunenburg, Blockhouse                                                                           | |
| Lunenburg                                                | Bridgewater     | 91,60                      | 12                                                                         | Route 10 vers Route 3 / Route 331 / Route 332 – Bridgewater, East La Have, Riverport, Northfield, New Germany, Middleton               | Route 3 / Route 331 / Route 332, Bridgewater, East La Have et Riverport indiqués en direction ouest; Route 10, Northfield, New Germany et Middleton indiqués en direction est |
| Lunenburg                                                | Bridgewater     | 91,80                      | Traverse le fleuve La Hève                                                 | Traverse le fleuve La Hève | Traverse le fleuve La Hève |
| Lunenburg                                                | Bridgewater     | 93,00                      | 12A                                                                        | Parc industriel de Bridgewater | |
| Lunenburg                                                | Bridgewater     | 94,80                      | 13                                                                         | Route 325 vers Route 331 – Bridgewater, Bakers Settlement, Wileville                                                                   | |
| Lunenburg                                                | Hebb's Cross    | 101,40                     | 14                                                                         | Route 3 est – Hebbville, Bridgewater                                                                                                   | Bridgewater indiqué en direction est seulement; terminus est du multiplex avec la Route 3; intersection à niveau                                                              |
| Lunenburg                                                | Italy Cross     | 107,90                     | 15                                                                         | Italy Cross Road – Crousetown, Petite Rivière, Rissers Beach                                                                           | Intersection à niveau |
| Lunenburg                                                | Middlewood      | 111,70                     | 16                                                                         | Hirtle Road / Camperdown School Road − Vogler's Cove, Broad Cove, Camperdown                                                           | Intersection à niveau |
| Queens                                                   |                 | 122,40                     | 17                                                                         | Route 331 – East Port Medway, Mill Village, Charleston, Voglers Cove, Cherry Hill                                                      | Mill Village et Charleston indiqués en direction ouest, Voglers Cove et Cherry Hill indiqués en direction est; intersection à niveau                                          |
| Queens                                                   | 123,10          | Traverse la rivière Medway | Traverse la rivière Medway                                                 | Traverse la rivière Medway | |
| Queens                                                   | 124,20          | 17A                        | Port Medway Road – Mill Village, Charleston, Port Medway, East/West Berlin | Mill Village et Charleston indiqués en direction est, Port Medway et East/West Berlin indiqués en direction est; intersection à niveau | |
| Queens                                                   | 130,50          | 18                         | Route 3 ouest – Brooklyn, Liverpool                                        | Liverpool indiqué en direction ouest; terminus ouest du multiplex avec la Route 3; intersection à niveau                               | |
| Queens                                                   | Liverpool       | 136,90                     | 19                                                                         | Route 8 vers Route 3 – Brooklyn, Liverpool, Milton                                                                                     | |
| Queens                                                   | Liverpool       | 137,50                     | Traverse la rivière Mersey                                                 | Traverse la rivière Mersey | Traverse la rivière Mersey |
| Queens                                                   |                 | 140,30                     | 20A                                                                        | Old Port Mouton Road vers Route 3 – White Point, Hunts Point, Liverpool                                                                | Liverpool indiqué en direction est, White Point et Hunts Point indiqués en direction ouest; intersection à niveau                                                             |
| Queens                                                   | 153,20          | 21                         | Route 3 est – Summerville Centre, White Point, Hunts Point                 | Intersection à niveau; terminus ouest du multiplex avec la Route 3                                                                     | |
| Queens                                                   | 160,70          | 22                         | Route 3 – Port Joli, East Port L'Hébert                                    | Intersection à niveau | |
| Shelburne                                                | Sable River     | 176,60                     | 23                                                                         | Route 3 ouest – Lockeport | Terminus est du multiplex avec la Route 3; intersection à niveau |
| Shelburne                                                | Jordan Falls    | 190,30                     | 24                                                                         | Route 3 est – Lockeport | Terminus ouest du multiplex avec la Route 3; intersection à niveau |
| Shelburne                                                |                 | 196,00                     | 25                                                                         | Route 3 ouest – Shelburne | Terminus est du multiplex avec la Route 3; intersection à niveau |
| Shelburne                                                | Shelburne       | 200,00                     | 26                                                                         | Route 203 – Shelburne, Ohio, East Kemptville                                                                                           | Intersection à niveau |
| Shelburne                                                | Birchtown       | 206,90                     | 27                                                                         | Route 3 est – Birchtown, Gunning Cove, Ingomar                                                                                         | Terminus ouest du multiplex avec la Route 3; intersection à niveau |
| Shelburne                                                | Clyde River     | 220,30                     | 28                                                                         | Route 309 sud – Port Clyde, Cap Noir, Port La Tour                                                                                     | Intersection à niveau; terminus nord de la Route 309 |
| Shelburne                                                | Barrington      | 230,00                     | 29                                                                         | Route 3 ouest vers Route 309 – Barrington, Port La Tour                                                                                | Intersection à niveau; terminus ouest du multiplex avec la Route 3 |
| Shelburne                                                | Riverhead       | 234,30                     | 30                                                                         | Vers Route 3 – Barrington Passage, Lower Woods Harbour, Upper Woods Harbour                                                            | |
| Yarmouth                                                 | Pubnico         | 256,00                     | 31                                                                         | Vers Route 3 / Route 335 – Pubnico, Woods Harbour, Lower Argyle                                                                        | Lower Argyle indiqué en direction ouest, Woods Harbour indiqué en direction est; intersection à niveau                                                                        |
| Yarmouth                                                 | Argyle          | 268,40                     | 32                                                                         | Route 3 est – Central Argyle, Argyle Head                                                                                              | Terminus ouest du multiplex avec la Route 3; intersection à niveau |
| Yarmouth                                                 | Argyle          | 269,00                     | Traverse la rivière Argyle                                                 | Traverse la rivière Argyle | Traverse la rivière Argyle |
| Yarmouth                                                 | Argyle          | 269,40                     | 32A                                                                        | Route 3 ouest – Glenwood | Terminus est du multiplex avec la Route 3; intersection à niveau |
| Yarmouth                                                 |                 | 276,80                     | Traverse le Lac Eel                                                        | Traverse le Lac Eel | Traverse le Lac Eel |
| Yarmouth                                                 | Tusket          | 281,20                     | 33                                                                         | Route 308 vers Route 3 – Quinan, Tusket                                                                                                | |
| Yarmouth                                                 | Tusket          | 282,40                     | Traverse la rivière Tusket                                                 | Traverse la rivière Tusket | Traverse la rivière Tusket |
| Yarmouth                                                 | Yarmouth        | 291,30                     |                                                                            | Hardscratch Road – Brooklyn | Terminus ouest de la route |
| Yarmouth                                                 | Yarmouth        | 292,10                     |                                                                            | Route 3 vers Route 101 / Route 1 – Traversier de Yarmouth                                                                              | |
| - Terminus de multiplex - Accès incomplet - Ancien tracé |                 |                            |                                                                            | | |